# Suzanne Duchesne
Œuvres principales
- L'Esprit tourmenté (Roman, 1995)
- Nuits occultes (Roman, 2004)

Pour les articles homonymes, voir Duchesne.
Suzanne Duchesne (née le 20 juin 1953 à La Baie, Québec, au Canada) est une écrivaine romancière québécoise.

## Biographie
Suzanne Duchesne a vécu sa jeunesse dans la région du Saguenay, plus précisément dans la  Ville de la Baie. Elle fait des études en enseignement primaire et pré-scolaire. Plus tard, elle s'installe à Saint-Bruno-de-Montarville, sur la rive sud de Montréal, où elle enseigne dans une école primaire.
Elle a publié un premier roman en 1995, L'Esprit tourmenté. Son deuxième et dernier roman, Nuits occultes, s'adresse plutôt aux lecteurs adolescents et jeunes adultes.
Conjointement avec sa carrière d'enseignante, elle signe, depuis 2005, les textes de chroniques littéraires dans L'Entre-Nous, le périodique des Réseaux d’Entraide du Syndicat de l’Enseignement de Champlain (CSQ).